# نمک رینک
نمک رینک (به انگلیسی: Reinecke's salt) با فرمول شیمیایی C4H12N7OCrS4 یک ترکیب شیمیایی با شناسه پاب‌کم 7096 است. که جرم مولی آن ۳۵۴٫۴۲ گرم بر مول می‌باشد. شکل ظاهری این ترکیب، قرمز تیره جامد است.